# Pietro Mocenigo

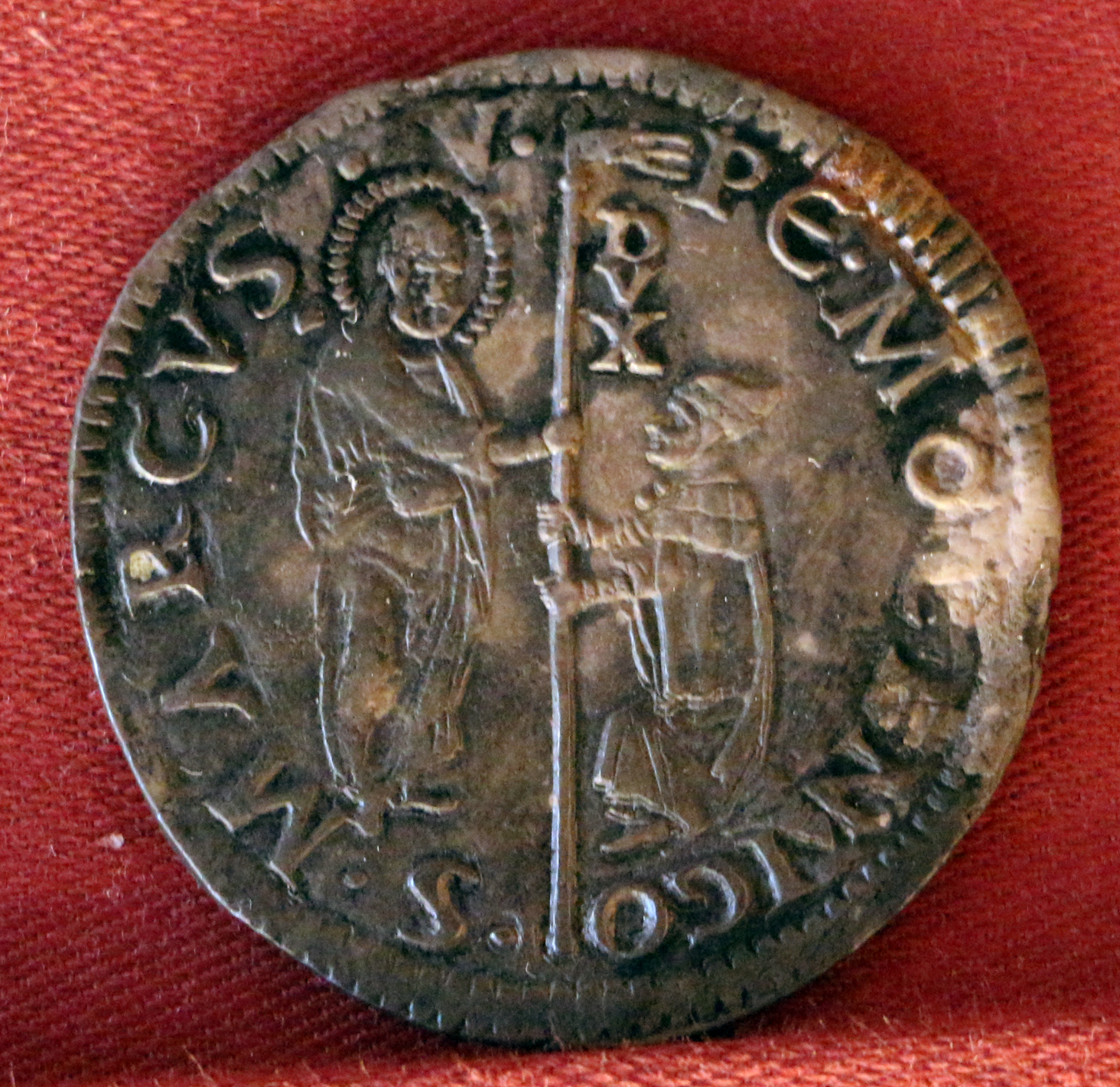
Eine Lira, geprägt unter Mocenigo. Die Darstellung nimmt die traditionelle Symbolik wieder auf, die kurz zuvor vom Dogen Niccolò Tron zugunsten einer porträthaften Darstellung des Dogen aufgegeben worden war. Der Doge kniet demnach wieder vor dem Evangelisten Markus, dem Schutzheiligen Venedigs.

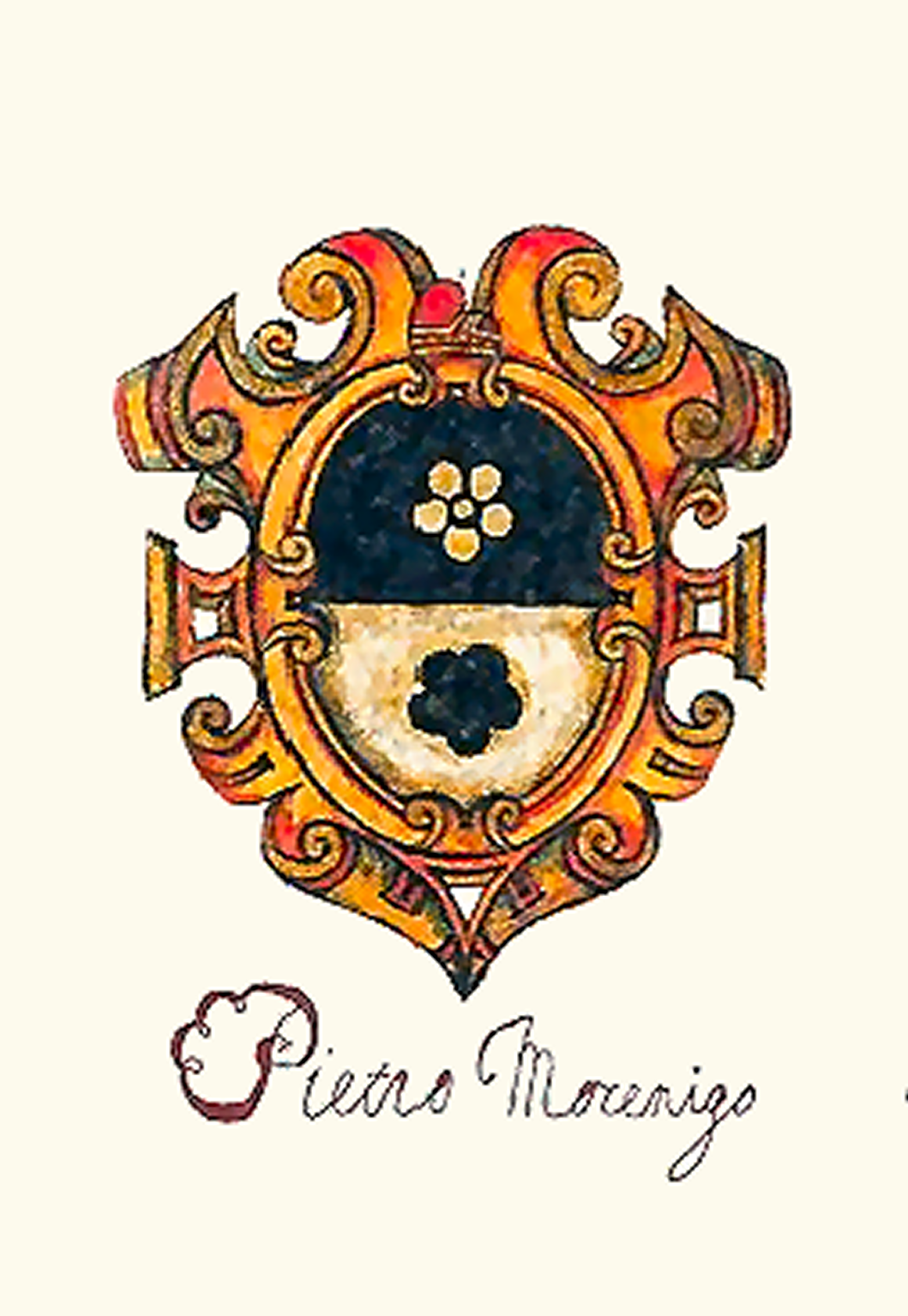
Wappen des Dogen, frühes 17. Jahrhundert

Pietro Mocenigo (* 3. Januar 1406 in Venedig; † 23. Februar 1476 ebenda) war vom 14. Dezember 1474 bis zu seinem Tod für kaum mehr als 14 Monate Doge von Venedig. Nach der staatlich gesteuerten Geschichtsschreibung der Republik Venedig war er ihr 70. Doge.
Wie seine Vorgänger, so erwarb auch Mocenigo, als Sprössling einer der einflussreichsten Familien, sein Vermögen im Fernhandel. Wie diese verfolgte er eine Karriere in Heer und Marine, um als Diplomat und in den höchsten Ratsgremien des Staates Einfluss zu gewinnen. Dabei geriet er 1442 in Süditalien in Gefangenschaft, er begleitete 1449 mit einer Flotte den Handelskonvoi nach Beirut, nahm eine Führungsposition auf dem oberitalienischen Festland ein und kommandierte 1470 bis 1474 Kriegsflotten gegen die Osmanen im östlichen Mittelmeer. Seine Amtszeit als Doge war kurz, und seine Erfahrung hatte ihn gelehrt, mit Flottenunternehmen Zurückhaltung zu üben.

## Familie

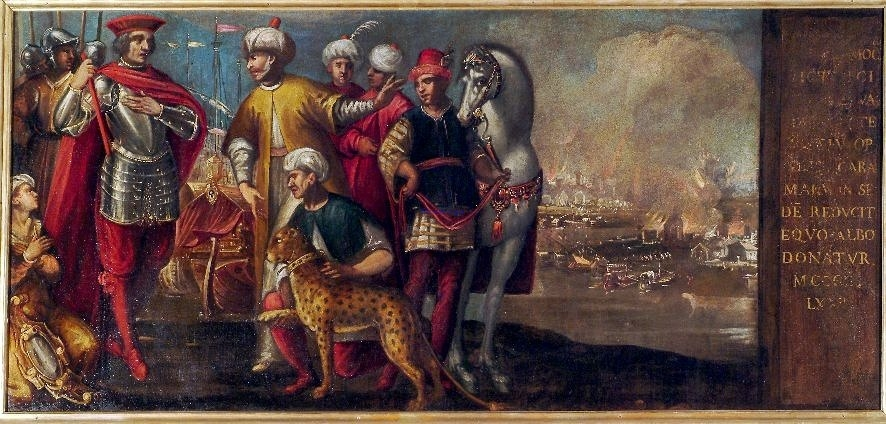
Pietro Mocenigo erhält vom Fürsten von Karaman einen Leoparden und ein weißes Pferd als Geschenk, Historienmalerei eines unbekannten Malers des 17. Jahrhunderts im Palazzo Mocenigo a San Stae, Öl auf Leinwand, 275 mal 110 cm

Pietro Mocenigo stammte aus der seit langer Zeit überaus einflussreichen und weit verzweigten Familie Mocenigo, die insgesamt sieben Dogen stellte. Diese waren Tommaso Mocenigo (1414–1423), Onkel des Pietro Mocenigo, Giovanni Mocenigo (1478–1485), Alvise Mocenigo I. (1570–1577), genauso wie später der zweite (1700–1709), dritte (1722–1732) und vierte Träger dieses Namens (1763–1778).
Geboren wurde Pietro Mocenigo als ältestes Kind des späteren Prokuratoren von San Marco, Leonardo, eines Bruders des Dogen Tommaso, und der Franceschina Molin di Michele. Pietro hatte vier jüngere Brüder und drei Schwestern.
1429 heiratete er Laura Zorzi di Giovanni di Bernardo, doch das Paar blieb kinderlos. Zum Zeitpunkt seiner Wahl zum Dogen war er wohl verwitwet. Marin Sanudo vermerkt, der Doge habe ein illegitimes Kind von einer türkischen Frau.

## Leben

### Ämterlaufbahn

#### Fernhandel, Schiffskommandant in der Adria, Gefangenschaft in Neapel (1442–1444)
Als junger Erwachsener war Pietro Mocenigo erfolgreich im Fernhandel tätig, so dass er erst spät eine Ämterlaufbahn aufnahm. Am 24. August 1438 wurde er zum Giudice del Proprio gewählt, er war also mit Kriminalsachen befasst, am 6. Dezember 1439 wurde er einer der Herren der Nacht (Domini noctis) im Sestiere San Marco. Er durfte bewaffnet und mit mehreren Kollegen für Sicherheit im nächtlichen Sestiere sorgen.
Nach dem Tod seines Vaters Ende 1442 entschied er sich für eine Karriere in der Kriegsflotte. Am 17. März des nächsten Jahres wurde er zum Sopracomito in der Adriaflotte. Doch im November scheiterte sein Schiff bei der Verfolgung katalanischer Piraten an einem Strand bei Brindisi im süditalienischen Apulien. Dort wurde er von den örtlichen Amtsinhabern festgesetzt, dann nach Neapel verbracht. Dank des geschickten Vorgehens des venezianischen Botschafters wurde Mocenigo freigelassen.

#### Senatskommission, Flottenführer (1449), Terraferma (1452–1459), Rat der Zehn (1454)
Zwischen 1444 und 1449 war er unausgesetzt Mitglied der Zonta des Senats, während er immer wieder auf See tätig war. So wurde er am 24. August 1449 zum Capitano, zum Flottenführer also, der Muda nach Beirut gewählt. Damit befehligte er einen der Schiffskonvois, die jedes Jahr staatlich organisiert wurden.
Am 23. Januar 1452 wurde er in der Endphase des Krieges als Savio di Terraferma gegen Francesco Sforza, den Herzog von Mailand, eingesetzt. Auf diesen Posten blieb er nicht nur für das gesamte Jahr, sondern wieder von März bis September 1453, dann wieder in der ersten Jahreshälfte 1454 und abermals von Oktober bis in den März 1455. Allerdings lehnte er es ab, Podestà von Crema zu werden, ein Posten, auf den er am 15. Juni 1454 gewählt worden war.
Ab Oktober 1454 saß er im Rat der Zehn, doch dann wurde er nochmals auf seinen Dauerposten gewählt, den er in der zweiten Jahreshälfte 1455 ausfüllte. Allerdings trat er bereits am 6. Juli von diesem Amt zurück, um Dogenrat für das Sestiere Cannaregio zu werden.
Zwar hätte mit dem Frieden von Lodi (1454) die Gelegenheit bestanden, die übliche Ämterabfolge wieder aufzunehmen, doch nahm Mocenigo von Oktober 1456 bis September 1457 seinen alten Posten wieder auf, auf den er auch für April bis September 1459 gewählt wurde.

#### Dogenrat (ab 1459), Dogenwähler (1462), gescheiterte Kreuzzugsvorbereitungen (1464), Gesandter in Rom
Nun aber konzentrierte er sich auf innervenezianische Positionen. Von Oktober 1459 bis September 1460 und erneut von Oktober 1463 bis September 1465 war er wieder Dogenrat (consigliere ducale). Am 12. Mai 1462 war er unter den Wählern, die Cristoforo Moro zum Dogen erhoben. Am 31. Juli 1464 sollte er den Dogen wegen der Kreuzzugsvorbereitungen gegen die Osmanen zum Papst begleiten. Die venezianische Flotte erreichte Ancona am 12. August, doch starb Papst Pius II. kurz darauf am 14. August in der Stadt und der Doge und sein Gefolge kehrten unverrichteter Dinge zurück.
Am 5. September bestimmte der Große Rat, das zehn Gesandte nach Rom gehen sollten, um dem neuen Papst Glückwünsche zu übermitteln. Pietro Mocenigo war unter ihnen, zum Papst wurde Pietro Barbo gewählt, ein Venezianer, der den Papstnamen Paulus annahm.

#### Gesandter bei Friedrich III., Begleitung zur Kaiserkrönung (1468–1469)
Anfang März 1466 wurde Mocenigo Avogador di Comun, gehörte den Savi del Consiglio der zweiten Jahreshälfte 1467 an. Am 29. November 1468 sollte er wiederum an einer Gesandtschaftsreise von Senatoren nach Padua teilnehmen, die dort Friedrich III. auf dem Weg nach Rom Aufwartung machen. Gemeinsam mit Triadano Gritti begleitete er den König auf dem Weg zur Kaiserkrönung. Die beiden Männer kehrten im Februar 1469 nach Venedig zurück. Wieder kehrte Mocenigo auf seinen Posten als Savio del Consiglio zurück.

#### Flottenführer im Osmanenkrieg (1470–1474), Bündnis mit Uzun Hasan (bis 1473), Übernahme Zyperns, Rückkehr (1474)
Am 30. Juli 1470 erreichte Venedig die Nachricht, dass die wichtige Ägäisinsel Negroponte (Euböa) an die Osmanen gefallen war. Am 19. August wurde Mocenigo zum Capitan general da mar gewählt. Er ersetzte den erfolglosen Nicolò Canal, dem es nicht gelungen war, die Insel zu entsetzen. Mit seiner Flotte überwinterte Mocenigo auf der Peloponnes, wo er auf Verstärkung wartete. 1471 verlegte sich Mocenigo zunächst darauf, die Küsten Kleinasiens zu verwüsten. Während er in Modon überwinterte, erreichte ihn die Nachricht von seiner Wahl zum Prokuratoren von San Marco de citra, die ihm am 4. November übermittelt wurde. Am 20. April 1472 erhielt er vom Senat umfangreiche Truppen und Kriegsmittel. Nun verfügte er über 56 Galeeren, zu denen im Juni päpstliche und neapolitanische Schiffe stießen. Im Februar hatte zudem ein Brand im Arsenal von Konstantinopel einen großen Teil der osmanischen Flotte kriegsuntauglich gemacht. Damit blieb die osmanische Flotte ein zweites Jahr untätig. Zudem hatte sich Venedig mit Uzun Hasan verbündet, der die Osmanen im Osten beschäftigte.

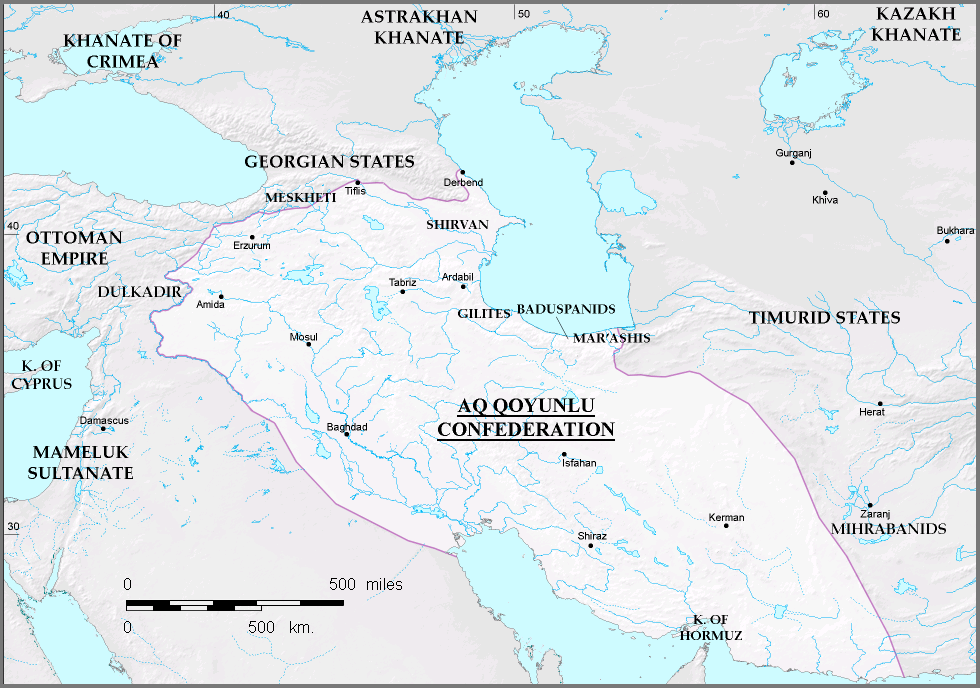
Das Reich der Aq Qoyunlu unter Uzun Hasan

Nun steuerte Mocenigo die Flotte nach Rhodos, um von dort den Verbündeten mit Geschützen zu beliefern. Doch kam es zu keinem Zusammentreffen, so dass die große Flotte zwar an den Küsten von Mysien, Karien und Pamphylien entlangfuhr, doch erschöpfte sich der Seekrieg in Plünderungen und Raubzügen. Währenddessen plünderten osmanische Einheiten unter dem Pascha von Bosnien im Friaul. Nachdem sich Uzun Hasan der Stadt Kayseri bemächtigt hatte, befahl der Senat Mocenigo, sich gegen Konstantinopel zu wenden.

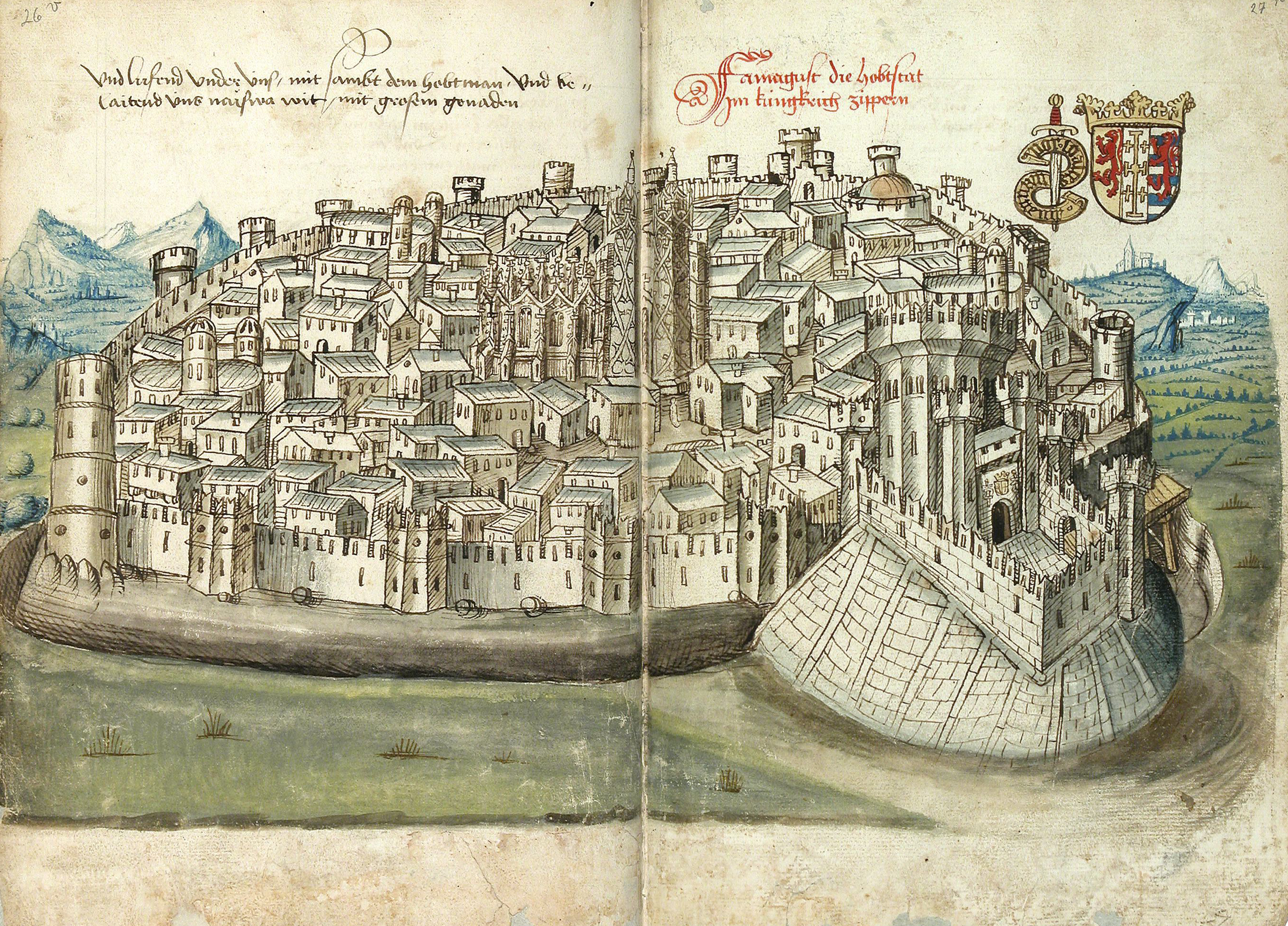
Famagusta um 1487 im Reisebericht des Konstanzer Pilgers Conrad Grünenberg († 1494)

Im Juli 1473 starb jedoch König Jakob II. von Zypern, der seine Witwe Caterina Corner als Regentin zurückließ, eine Venezianerin. Angesichts dieser günstigen Gelegenheit änderte der Senat seinen Plan und veranlasste Mocenigo, nicht Konstantinopel anzugreifen, sondern Zypern zu verteidigen, wo er mit seinen Schiffen bald im Hafen von Famagusta lag. Am 11. August 1473 unterlag zudem Uzun Hasan seinem osmanischen Gegner Mehmed II. in der Schlacht von Otlukbeli. Mehmed kehrte im Triumph nach Konstantinopel zurück. Mocenigo ließ einen Teil der Flotte in Zypern und zog sich nach Modon zurück. Die Vorsichtsmaßnahme erwies sich als richtig, denn 1473 kam es zu einem Aufstand auf der Insel. Im Februar 1474 erreichte Mocenigo erneut Zypern, wo er bei der Niederschlagung des Aufstands beteiligt war.
Am 19. März 1474 gestattete ihm der Senat, nach Venedig zurückzukehren. Doch auf dem Rückweg erhielt Mocenigo Befehl, seine Kräfte mit seinem Nachfolger Gritti auf Korfu zu vereinigen. In den Bojana-Sümpfen zog er sich eine Krankheit zu, so dass er nach vier Jahren zurückkehren musste.

### Dogenamt
Pietro Mocenigo wurde am 14. Dezember 1474 zum Dogen gewählt. Dabei hatte Vettore Soranzo großen Anteil am Erfolg, denn er konnte als Provveditore in armata die Taten Mocenigos bezeugen. Während seiner kurzen Herrschaft blieb er gegenüber militärischem Vorgehen gegen die Osmanen zurückhaltend. Mocenigo starb am 23. Februar 1476, nach wenig mehr als 14 Monaten im Amt. 

## Grabmonument
Der Doge wurde in San Zanipolo beerdigt, eine Inschrift sollte an seine Taten erinnern. Nach den Worten Marin Sanudo war er ein „Capetanio Zeneral di Mar, dove ben si havia portato“. „Havia anni 69, homo dotto, eloquente, liberal, benigno et piacente; non havia moier ni fioli legitimi, ma un bastardo [Filippo] fato con una turcha in armada, qual fece poi prior di l’hospedal di la chà di Dio.“ Er sei also ein gebildeter, redegewandter, liberaler, wohlwollender und gefälliger Mann gewesen. Er habe keine legitimen Söhne gehabt, außer einem Bastard, gezeugt mit einer Türkin auf dem Schiff, den er zum Prior des Hospitals der Ca' di Dio habe machen lassen.

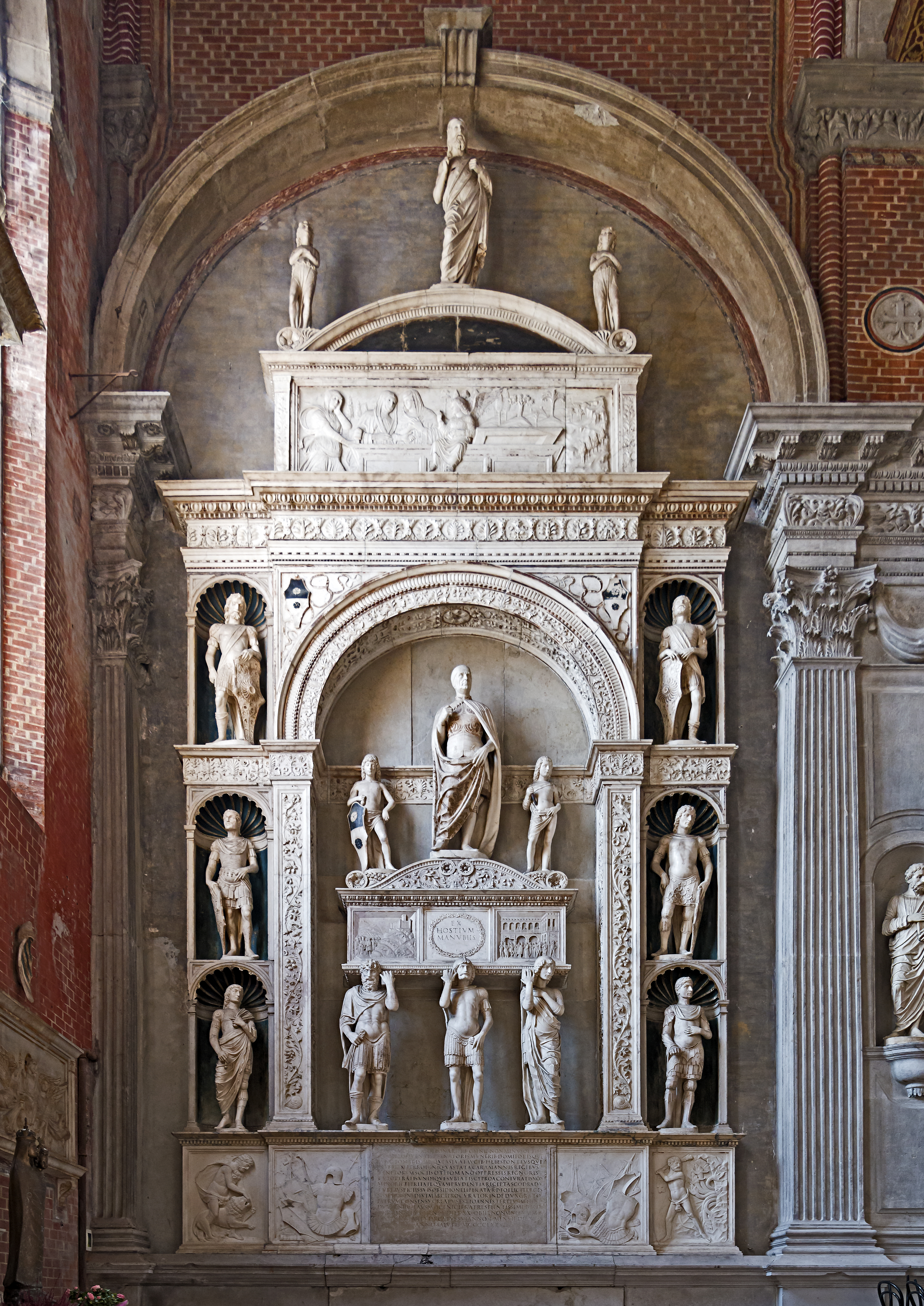
Grabmal in San Zanipolo

Das Grabmal für Pietro Mocenigo steht im Eingangsbereich der Kirche und ist Teil einer ausgedehnten Grabanlage der Familie mit zwei weiteren Dogengrabmälern und dem Baldachingrabmal des Tommaso Mocenigo.
Das von Pietro Lombardo 1481 unter Mitwirkung seiner Söhne Tullio und Antonio geschaffene Grabmal ist das erste in Venedig, das das römische Triumphbogenmotiv zeigt und in dem christliche Vorstellungen und deren Verbildlichung zugunsten einer persönlichen Würdigung des Verstorbenen in den Hintergrund treten.
Das Monument aus weißem Carrara-Marmor erhebt sich auf einem hohen, mit Reliefs geschmückten Sockel, auf denen die Taten antiker Helden dargestellt werden – eine Vermengung antik-paganer und christlicher Motive, die mitunter scharf kritisiert wurde. In der zentralen Arkade wird der Doge, der in der Rüstung eines capitano da mar auf einem prächtigen Sarkophag steht, von drei antikisch gekleideten Kriegern wie im Triumph präsentiert. In Gestus und Körperhaltung wiederholt der Doge die Pose des auferstandenen Christus, der das Grabmal bekrönt – ein weiterer Punkt des Anstoßes. Tatsächlich verband sich der Doge als Repräsentant eines sakralen Venedig mit dem triumphierenden Christus, nicht dem leidenden. Alle architektonischen Bestandteile des Grabmals sind mit Ornamenten aus feinster Steinmetzarbeit der Lombardi verziert.